# Yanyun
Yanyun (kinesiska: 燕云乡, 燕云) är en socken i Kina. Den ligger i provinsen Sichuan, i den sydvästra delen av landet, omkring 230 kilometer norr om provinshuvudstaden Chengdu. Antalet invånare är 1 095. Befolkningen består av 528 kvinnor och 567 män. Barn under 15 år utgör 26,0 %, vuxna 15-64 år 65 %, och äldre över 65 år 8,0 %.
Genomsnittlig årsnederbörd är 1 063 millimeter. Den regnigaste månaden är juli, med i genomsnitt 203 mm nederbörd, och den torraste är december, med 5 mm nederbörd.